# 张咪
张咪（Mi Zhang / Mimi Zhang，1965年12月26日—），中国大陆女歌手，原名张弥，出生于黑龙江省伊春市，涉足歌坛和模特行业。其代表作为《蓝蓝的夜 蓝蓝的梦》《奉献》（电视剧公关小姐的主题歌），和自传电视剧《孤星》。
张咪是欧洲流行音乐史上第一位被欧洲唱片公司签约的华语艺人 （德国EMI Music Publishing曾将张咪纳入全球发展计划并协助其在2009年发布音乐专辑《Made in China》）

## 履历
1979年起就学于内蒙古艺校，在内蒙古歌舞团工作，1982年加入洛阳曲剧团，1984年加入青岛歌舞团，1988年加入广州市歌舞团。
1989年，张咪以广州歌手身份参加了文化部举办的全国十大歌手评选比赛获得了第三名，以此而逐渐走向歌手之路；在1990年又在中央电视台举办的“全国青年歌手电视大奖赛（第四届）”获得通俗唱法专业组冠军。在此以后张咪着手出版自传及演出，1991年出版了小说《偷哭的心》成为国内第一位写自传的女艺人。其后，在《偷哭的心》改编的电视连续剧《孤星》中担任主演，邵兵、申军谊、文章共同出演。她演唱了剧中十二首插曲:109。在52集电视短片《散点透视》担任主持人和制片人。
1993年，张咪因为与毛宁的争歌事件风波，引起媒体的过分报道后突然销声匿迹。据她个人所述在1994年至1997年间周游了世界二十多个国家。
1998年，张咪重出，以一种时尚、靓丽的全新形象出现在人们面前。签约台湾唱片公司后发行了《我是你的》专辑。2000年从歌手跨入模特，与设计师刘洋共同制作职业服装展示会并出任模特；7月又签约台湾格莱美8866唱片公司并在9月与新丝路模特公司签约成为一名职业模特。 02、03年分别发行回国后的第二张和第三张国语专辑《MAYA》、《张咪――潘多拉的音乐盒》并在03年参加了中央电视台元旦晚会，演唱《我爱你中国》。
张咪曾在2001年举办美国大西洋城演唱会，2002年参加了中央电视台春节联欢晚会。
2019年11月26日，张咪在其认证微博账户中发文透露已被确诊为癌症晚期。

### 个人专辑
- 《我是你的》 1999年
- 《MAYA》 2002年
- 《张咪·潘朵拉的音乐盒》新歌加精选专辑 2003年10月8日
- 《Made in China》2009年 （中英双语专辑）

### 电视
- 《孤星》十集音乐电视剧[2]:109
- 《散点透视》电视短片

### 书
- 《我的性感女友——张咪》 作者：丹尼  出版社：中国文联出版社
- 《谜--本色张咪》 作者：张咪  华艺出版社[4]

## 获奖
- 1999年，获Cosmopolitan1999《时尚》国际中文版杂志最具女性魅力金奖；
- 2000年6月，荣获世界老爷车协会颁发的“车王公主”大奖；
- 2001年获得美国环球亚裔模特大赛特别奖；
- 2002年获得中国金鹰电视节最受观众瞩目的明星
- 2002年获得《时尚》杂志最佳衣着奖
- 2002年获中国十大金曲美国票选和最时尚女艺人
- 2003年《张咪――潘多拉的音乐盒》获得音乐风云榜飞跃女歌手大奖！

## 感情生活
- 1993年和李宝健离婚[1]。
- 1998年，张咪交了一个叫丹尼的美国男友。

## 涉嫌诈骗
2011年8月23日下午，有名为“八掌柜”的网友爆料，称女歌手以投资音乐剧为名非法融资，涉嫌诈骗金额150万元，正密谋逃往国外，目前公安机关已正式受理此案。午夜，又有音乐界人士在微博发布一张疑似张咪在机场被警方带走的照片，并称张咪正在机场派出所接受调查。2012年1月25日，张咪离开北京前往加拿大。
此后张咪被证清白，北京市朝阳区检察院表明对张咪做出不起诉决定。